# エンソニック
エンソニック(Ensoniq)とは、かつて存在したアメリカの電機メーカーである。
1980年代初頭から1990年代に掛けて作られたサンプラーやシンセサイザーで有名。

## 概要
1983年春、元モステクノロジーのロバート・ヤーン、ブルース・クロケット、 チャールズ・ウィンターブル、デイヴィッド・A・ジンビッキ、アル・カーペンターのコモドール64を設計したチームによってペリフェラルビジョンを設立。Atari 2600用のキーボードを設計するプロジェクトが計画されていたが、アタリショックによりキャンセルされた上、コモドール社にプロジェクトが盗用されたと訴えられる。
その後、エンソニックと改名。周辺機器の代わりにシンセサイザーを設計する。
1998年1月、7700万ドルでクリエイティブテクノロジーに買収され、 同じ傘下のE-mu Systemsと合併し、E-Mu/Ensoniqとなる。 その後、イーミューはMK6/PK6、 エンソニックはHalo keyboardsを2002年に出した後、E-Mu/Ensoniq部門は解散し、過去の製品のサポートも中止となり、事実上ブランドは消滅した。

## 楽器とデジタルシステム
1985年、エンソニックはサンプラーのミラージュで楽器市場に参入。1695ドルというこの時代のサンプラーにしてはかなり安価な値段で販売。 その後、ウェーブテーブル方式のシンセサイザーであるESQ-1を発売。1987年に日本に子会社を設立。
エンソニックのシンセサイザーの特徴は使いやすく、 特徴のある太い音である。ミラージュの販売後、すべての製品に同じシーケンサー、 高品質なエフェクター、ストレージ用のディスクドライブやRAMカードが搭載されていた。 
1988年、 ディキシー・ドレッグスの限定版プロモーションCD Off the Recordに参加。バンドはEPSとSQ-80を使用。
90年代初頭、低価格な製品であるSQシリーズを販売。 ラインナップはSQ-1 (61鍵), SQ-2 (76鍵) 、SQ-R (ラックマウント)。 その後、32音バージョンを発売。
続いて販売したTSシンセサイザーは昔のVFXシリーズを彷彿とさせながらもポリフォニー、エフェクトエンジン、サンプルローディング機能の改善、音源を強化した。DPシリーズのエフェクターラックマウントは、並列処理とレキシコンのエフェクターと同等のリバーブプリセットが搭載されていたが、高価だった。
これらの強みにもかかわらず、初期のエンソニックの製品は、 品質の悪いキーボード(Mirage DSK-8)、電源ユニットの不備 (初期のESQ-1)そして、機械的な問題 (EPSのポリプレッシャー・キーボード)のように信頼性と品質の問題に苦しんでいた。  そのため90年代初頭から中期まで、 製品の信頼性の改善に多くの努力が注がれていた。90年代中期から後期に掛けて、会社はワークステーションのコンセプトを一新。そしてSQシリーズに変わる低価格製品は販売しなかった。
最終的に、競合製品が物理モデル音源のような最新の技術を取り入れる一方、エンソニックは古い技術を再利用した新製品が多かったため、90年代後半の市場指向に合わなかった。その間、 後述するパソコン用のサウンドカードに沢山のエンジニアリングと会社のリソースを集中させた。

### 販売順
- 1985 – Mirageミラージュ

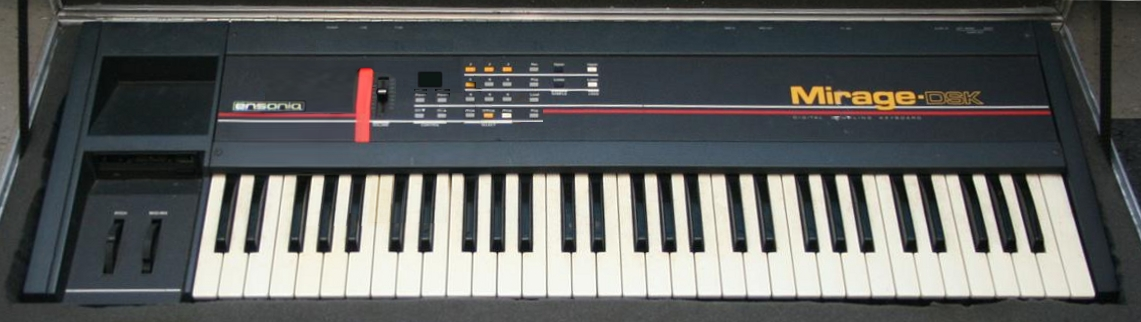
ミラージュ

- 1986 – ESQ-1ESQ-1

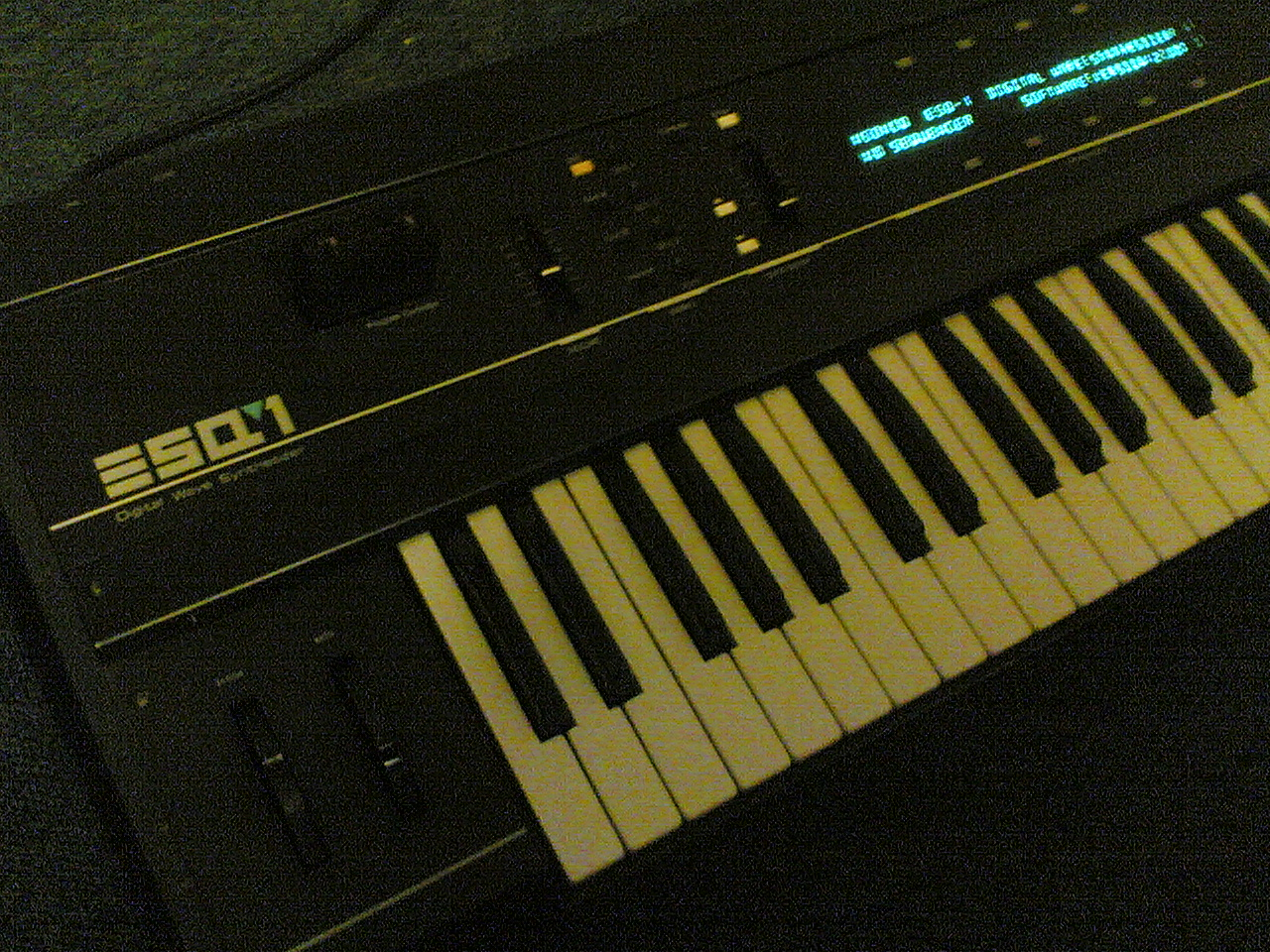
ESQ-1

- 1986 – SDP-1 Sampled Digital Piano
- 1988 – SQ-80
- 1988 – EPS
- 1989 – EPS-M
- 1989 – VFXVFX
- 1990 – SQ-1
- 1990 – SQ-2

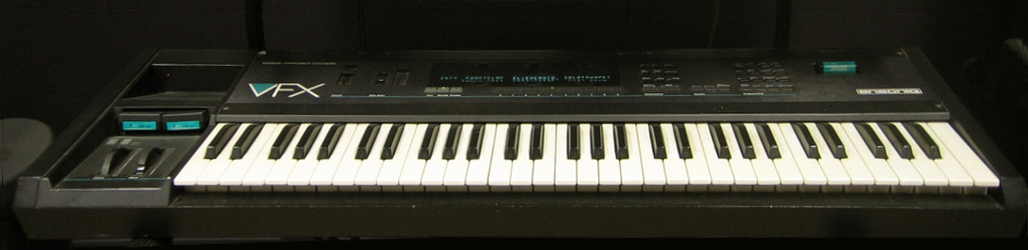
VFX

- 1990 – SQ-R, later SQ-R plus

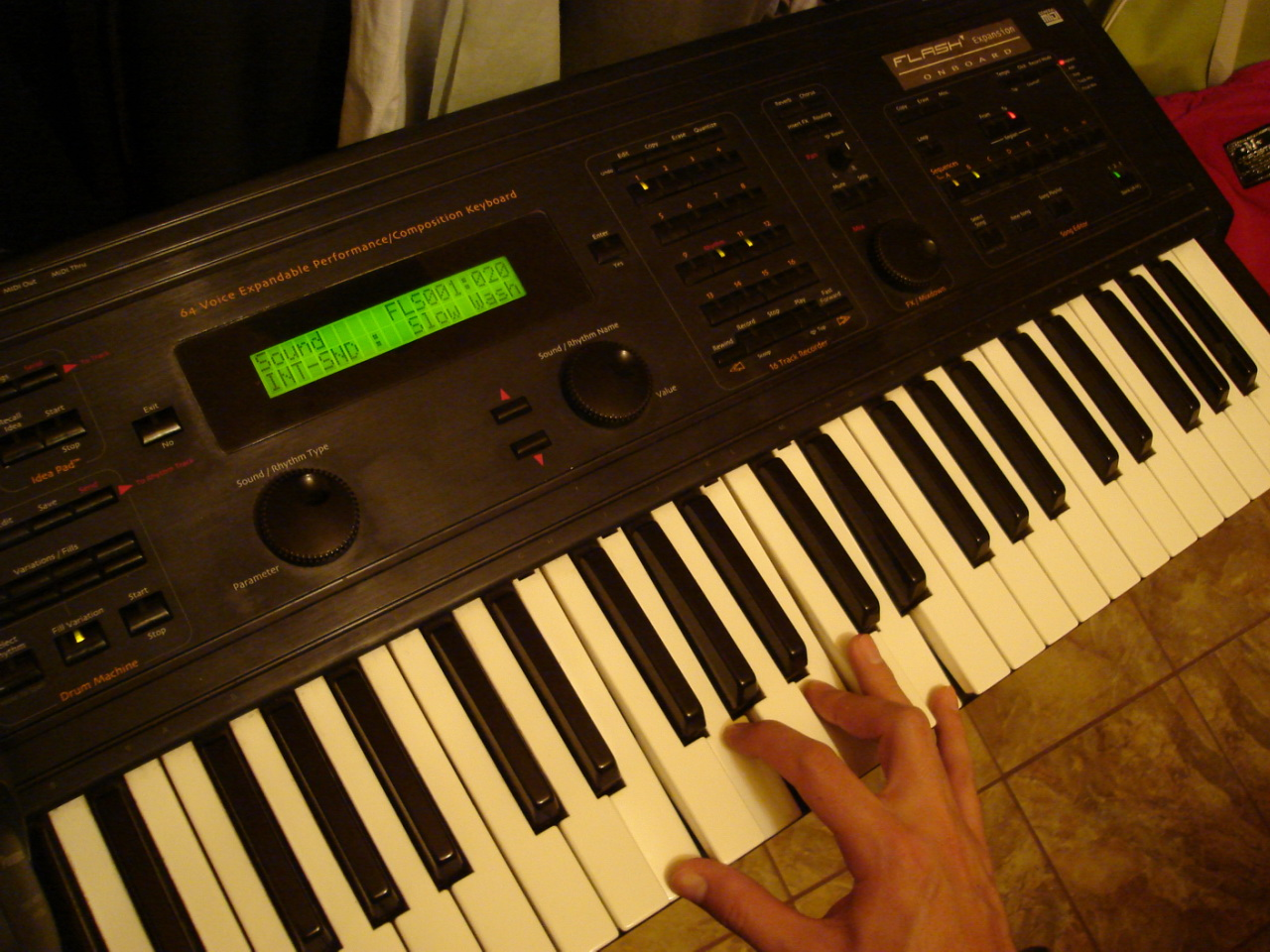
MR-61

- 1990 – EPS 16 Plus
- 1990 – SD-1
- 1992 – KS-32
- 1992 – ASR-10

- 1993 – TS 10
- 1993 – DP/4
- 1995 – DP/2
- 1995 – DP/4+
- 1996 – MR61MR-61
- 1996 – KT-76、KT-88
- 1997 – ASR X
- 1997 – E Prime

- 1998 – Fizmo
- FiZmO1998 –  ZR-76
- 1998 – ASR X Pro

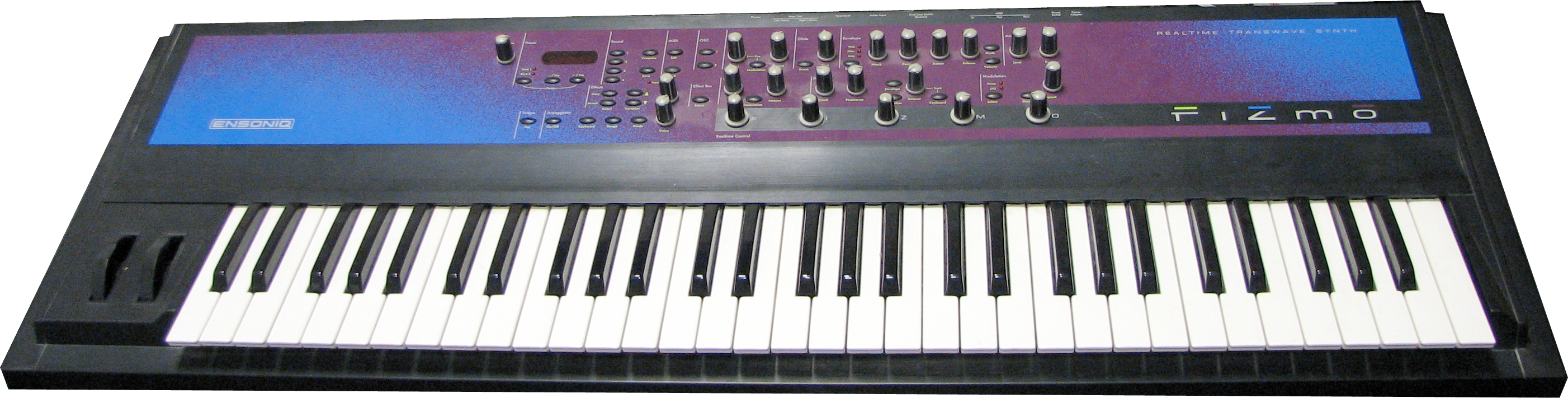
FiZmO

- 1998 – PARIS Digital Audio Workstation[8]
- 2002 – Halo (E-mu product using Ensoniq brand)

## サウンドカードと半導体
エンソニックはシンセサイザーだけではなく、 パソコンのオーディオチップも作っていた。 1986年にアップルコンピューターと契約した後、ミラージュやESQ-1、ESQm、SQ80、SDP1に使われたのと同じES5503 DOC  (Digital Oscillator Chip) がApple IIGSに搭載。
16ビットのサンプラーとデジタルフィルターを搭載した後期エンジンのES5504 DOC-II (EPSサンプラーに使用) とES5505 OTIS (EPS16+と21音のVFXに使用)。 最終的に後続の32音の製品に使用したES5506 OTTO  (SD-1/32、TS10/12、ASR-10/88)。 最新の商品であるES5548 OTTO-48は最後のエンソニック製品に使用 (ASR-X、FIZMO、MR)。
エンソニックは 汎用性の高いエフェクトをつけれるDSP、ES5510 ESP (Ensoniq Signal Processor) を開発。 それらはVFXで使われた。 OTTO-48世代は大幅に強化されたES5511 ESP V2を使用。 OTTOとESPを組み合わせた、ES5540 OTTOFXも開発されていたが、そんなに使われなかった。
またES5505 OTIS/OTISR2、ES5506 OTTO、ES5510 ESPは　色々なアーケードゲームで使われた。これらは全てCMOSプロセスで使われている。 OTTOは Advanced GravisがGravis Ultrasound cardで使うためにライセンスを与えた。 1994年に家庭用コンピューターの為のサウンドカードを製造開始。 ゲーム機のAtari PantherにはOTISチップが使われる予定であったが、開発が中止。 OTTOの専用バージョンであるES5530/35 OPUSはAT-busサウンドカード用に作られたものであり、ジョイスティックとCD-ROMインタフェースがついていた。
エンソニック製のサウンドカードはアメリカではとてもポピュラーな物であり、 殆どの新しいDOS時代のゲームがSoundscapeを直接、もしくは General MIDIを通じて対応していたため、多くのOEMが生涯を通して得をした上に優れた互換性を受け継いだ。 さらに、殆どのDOSで動くゲームと互換性のある新しいPCIサウンドカード用のISAソフトウェアオーディオエミュレーションを考案。 Creative/E-MUでは、高性能PCIオーディオとDOSの互換性に苦労していたため、これがクリエイティブテクノロジーによるエンソニック買収の要因ではないかと考えられている。ある情報ではエンソニックはサウンドカード用のPCIバスサポートを望んでいたことと、E-MUの技術が欲しかったため、エンソニックの買収は両者の長所となったと言われている。

### 主な製品
Soundscape S-2000
エンソニックが初めてPCサウンドカード市場に参入したSoundscapeは長いISAデジタルオーディオとウェーブテーブル・シンセシス方式がベースのオーディオカード。 2MBのEnsoniq製のROMベースのパッチセットを装備。
Soundscape DB
SSDBはウェーブテーブル・シンセシス方式のドーターボードであり、ウェーブブラスター互換のコネクターを使い、PCに接続する。 S-2000チップセットがベースだが、 デジタル・エフェクト・セクションもDACも無く、SSDBはホストサウンドカードを使って出力する。
Soundscape Elite
ELITEはエンソニックによるハイエンドサウンドカード。 新しいAudioPCIを含む、これまで作ったPCサウンドカードの中で最高の音質である。EliteはS-2000がベースであるが、いくつかの機能が前身のSoundscapeとは違う。
Soundscape OPUS
このカードはGateway 2000によるOEMであり、他のOEMに使われていたが、直接、エンソニックの顧客に売られることはなかった。 このサウンドカードのために作られたOTTOの専用バージョンである5530/5535 OPUSマルチメディアサウンドチップを使った、Soundscapeに似たボードである。 ジョイスティックとCD-ROMインターフェイスが付属。
Soundscape VIVO90
1996年に作られたSoundscape S-2000ベースのボード。 VIVO90 は古いサウンドカードに似ているが、より低コストで作られている。

### AudioPCI
AudioPCIとは低コストでありながら、マザーボードと統合が出来るなど、多機能なサウンドカードである。 とても小型のCPU駆動のオーディオチップ (S5016、ES1370、ES1371のどれか) とDACだけで構成されている。AudioPCIは低コストで小型でありながら、Soundscape ELITEカードと同等の処理能力を持っている。 AudioPCIシリーズはNMIベースでエミュレーションしたTSRプログラムを利用して、ISAバスから送られる信号なしで妥当なレベルの古いDOSへの互換性を提供するために開発されていた。 TSRに依存したゲームでは問題が起こる可能性がある。

## 略注
1. ↑  ワリック・ポール (2009-02). “Contributors” (英語). IEEE Spectrum 46 (2). doi:10.1109/mspec.2009.4768854. ISSN 0018-9235.
2. ↑  参考として、この当時のサンプラーの代表格であるフェアライトCMIが27500ドル、emulatorが7995ドル。

- Ensoniq Corp., Dixie Dregs, "Off the Record", ENS-1000, 1988.
- Case, Loyd. "In Search Of The Ultimate... Sound Card." Computer Gaming World Dec. 1994: 138-148.
- Ensoniq Corp. Soundscape S-2000 Manual, Ensoniq, 1994.
- "Ensoniq Corp. Web Site" by Ensoniq Corp., Multimedia Division Product Information and Support Pages, 1998, retrieved December 25, 2005
- "Ensoniq FAQ" by Ensoniq Corp., Multimedia Division Product Information and Support Pages, 1997, retrieved December 27, 2005
- Prince, Bobby. "In Search Of The Ultimate... Wavetable Daughtercard." Computer Gaming World Dec. 1994: 156-164.
- Weksler, Mike & McGee, Joe. "CGW Sound Card Survey." Computer Gaming World Oct. 1993: 76-84.